# Cerro al Lambro
Cerro al Lambro é uma comuna italiana da região da Lombardia, província de Milão, com cerca de 4.344 habitantes. Estende-se por uma área de 10 km², tendo uma densidade populacional de 434 hab/km². Faz fronteira com Vizzolo Predabissi, Carpiano, Melegnano, San Zenone al Lambro, Bascapè (PV), Casaletto Lodigiano (LO).

## Demografia
| Variação demográfica do município entre 1861 e 2011                               |
|                                                                                   |
| Fonte: Istituto Nazionale di Statistica (ISTAT) - Elaboração gráfica da Wikipedia |